# Grand Prix automobile de Singapour 2010
GP précédent GP suivant
Le Grand Prix automobile de Singapour 2010 (2010 Formula 1 SingTel Singapore Grand Prix), disputé sur le Circuit urbain de Singapour le 26 septembre 2010, est la troisième édition du Grand Prix, la 835e course du championnat du monde de Formule 1 courue depuis 1950 et la quinzième manche du championnat 2010. Elle est remportée par Fernando Alonso sur Ferrari, devant les Red Bull Racing de Sebastian Vettel et Mark Webber.
Les organisateurs du Grand Prix de Singapour ont apporté des modifications au circuit pour la troisième édition de l'épreuve. L'asphalte des rues a été refait entre les virages 3 à 7 et entre les virages 14 à 19. L'asphalte de la voie des stands a été nivelé et abaissé d’un centimètre pour permettre aux voitures de rejoindre la piste de manière plus douce car une marche de goudron était présente à la sortie des stands. Le virage 10 (« Chicane appelée Sling »), anciennement constitué d’une succession de vibreurs, faisait décoller les monoplaces : la position des vibreurs a donc été modifiée pour des raisons de sécurité. Enfin, les murs de béton sont désormais peints en bleu, vert et jaune selon les portions, permettant aux téléspectateurs de se repérer plus facilement. Les zones de dégagement sont quant à elles peintes en rouge, blanc et jaune.

## Essais libres

### Vendredi matin
| Pos. | Pilote             | Voiture              | Chrono         | Écart     |
| ---- | ------------------ | -------------------- | -------------- | --------- |
| 1    | Mark Webber        | Red Bull-Renault     | 1 min 54 s 589 |           |
| 2    | Michael Schumacher | Mercedes             | 1 min 54 s 708 | + 0 s 119 |
| 3    | Adrian Sutil       | Force India-Mercedes | 1 min 54 s 827 | + 0 s 238 |
| 4    | Sebastian Vettel   | Red Bull-Renault     | 1 min 55 s 137 | + 0 s 548 |
| 5    | Jaime Alguersuari  | Toro Rosso-Ferrari   | 1 min 55 s 160 | + 0 s 571 |
| 6    | Jenson Button      | McLaren-Mercedes     | 1 min 55 s 333 | + 0 s 744 |

- Notes :

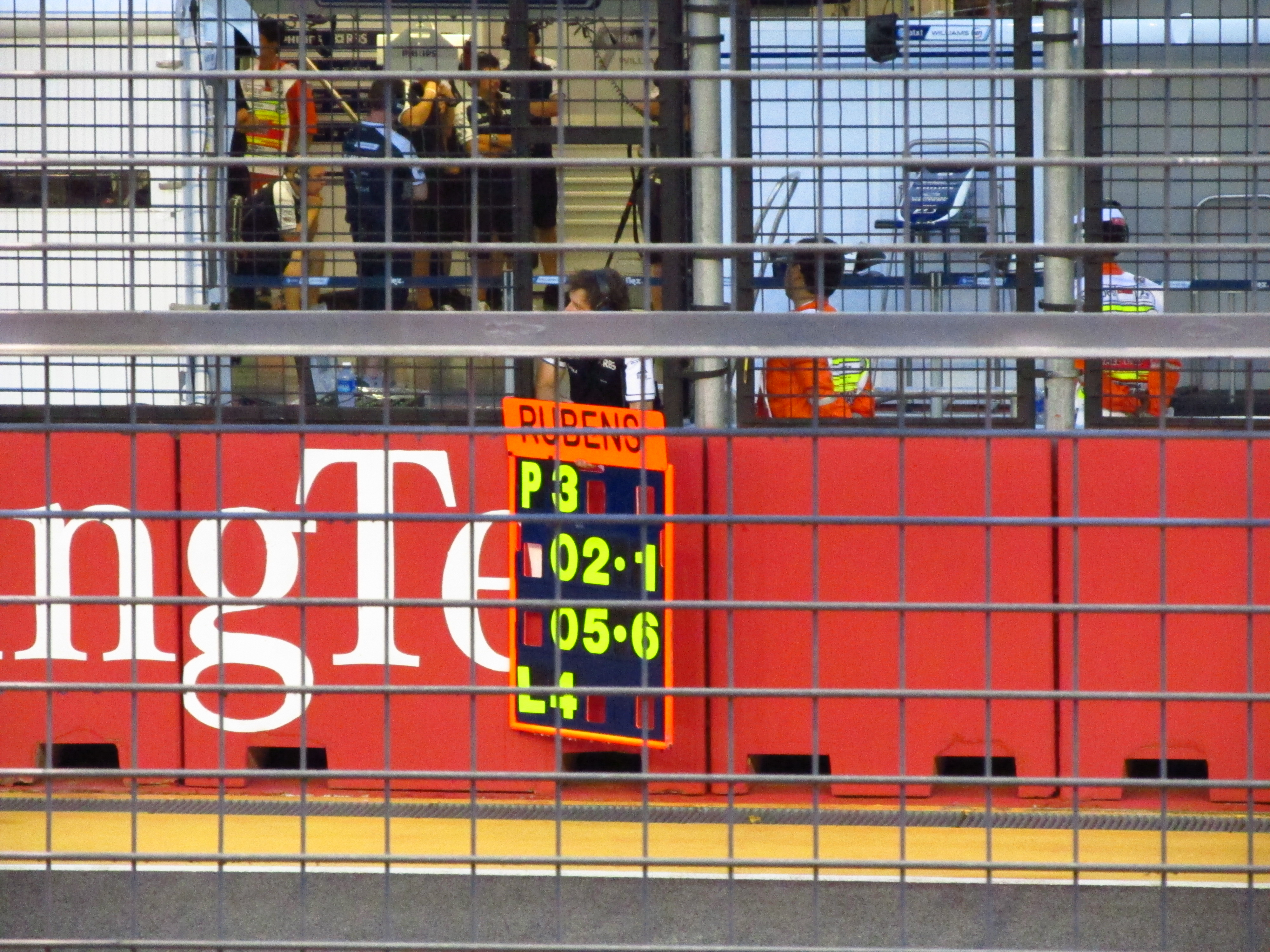
Panneautage pour Rubens Barrichello durant les essais libres

- Jérôme d'Ambrosio, pilote essayeur chez Virgin Racing, remplace Lucas di Grassi lors de cette séance d'essais.
- Fairuz Fauzy, pilote essayeur chez Lotus Racing, remplace Jarno Trulli lors de cette séance d'essais.

### Vendredi après-midi

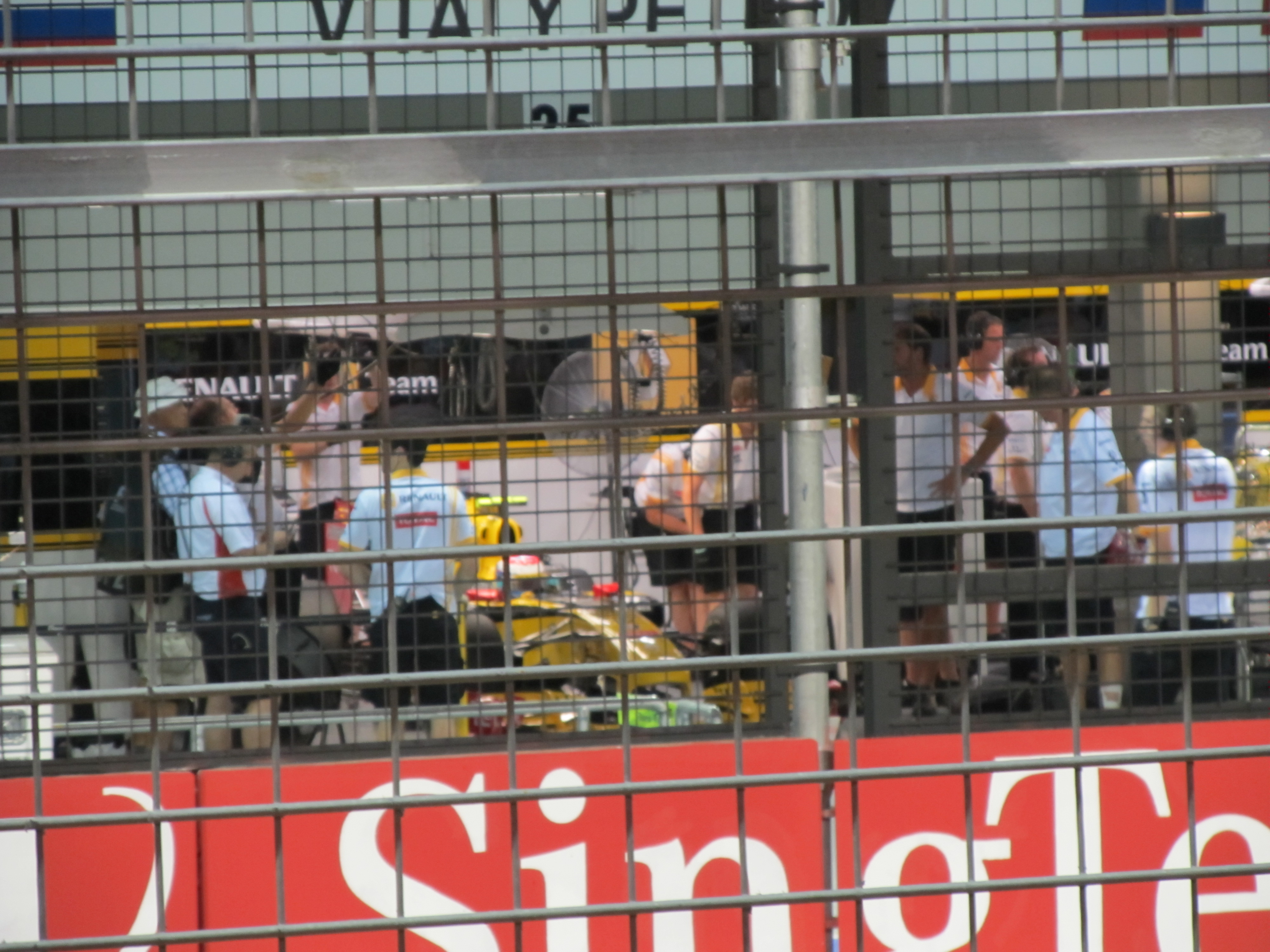
Vitaly Petrov dans les stands lors de la seconde séance d'essais libres

| Pos. | Pilote             | Voiture           | Chrono         | Écart     |
| ---- | ------------------ | ----------------- | -------------- | --------- |
| 1    | Sebastian Vettel   | Red Bull-Renault  | 1 min 46 s 660 |           |
| 2    | Mark Webber        | Red Bull-Renault  | 1 min 47 s 287 | + 0 s 627 |
| 3    | Jenson Button      | McLaren-Mercedes  | 1 min 47 s 690 | + 1 s 030 |
| 4    | Fernando Alonso    | Ferrari           | 1 min 47 s 718 | + 1 s 058 |
| 5    | Lewis Hamilton     | McLaren-Mercedes  | 1 min 47 s 818 | + 1 s 158 |
| 6    | Rubens Barrichello | Williams-Cosworth | 1 min 48 s 302 | + 1 s 642 |

### Samedi matin

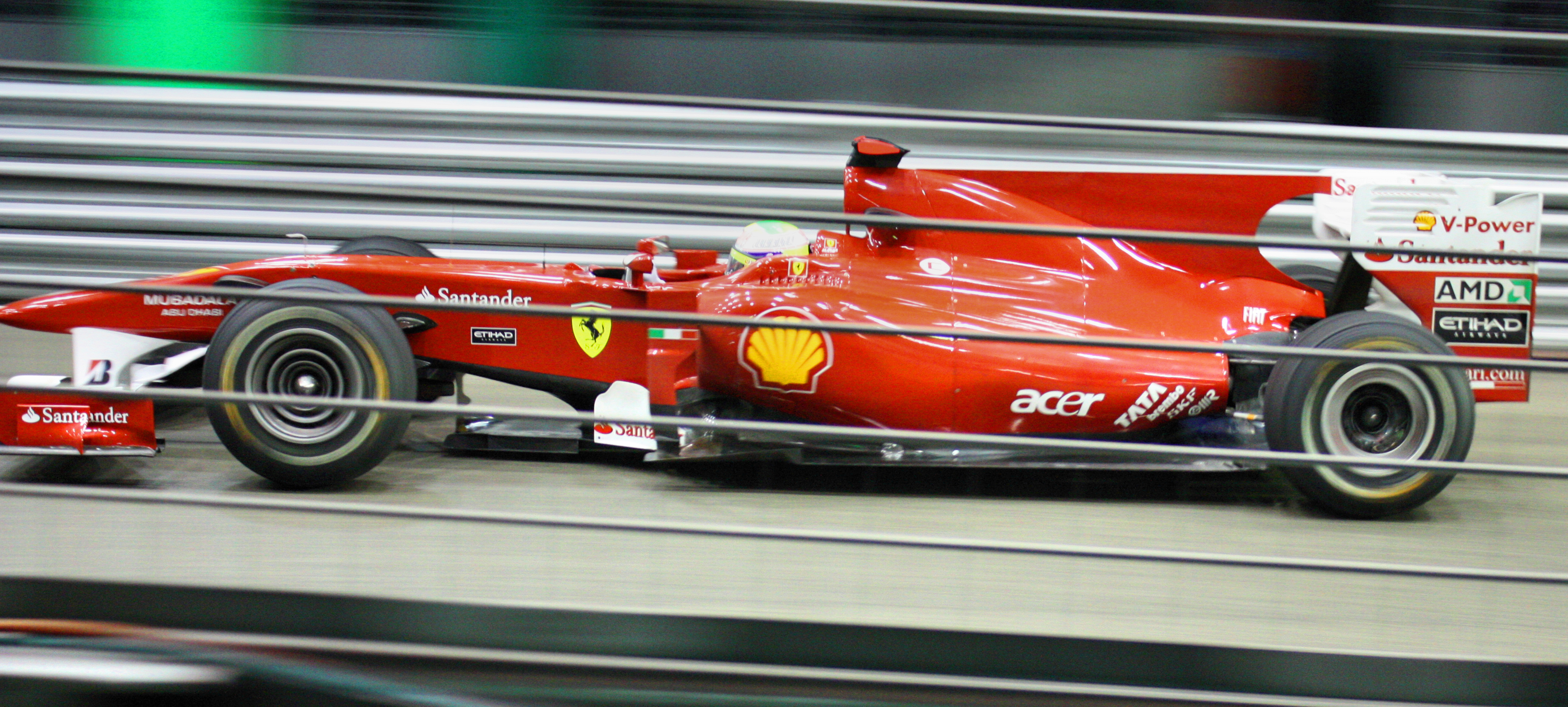
Felipe Massa à Singapour en 2010

| Pos. | Pilote           | Voiture          | Chrono         | Écart     |
| ---- | ---------------- | ---------------- | -------------- | --------- |
| 1    | Sebastian Vettel | Red Bull-Renault | 1 min 48 s 028 |           |
| 2    | Fernando Alonso  | Ferrari          | 1 min 48 s 650 | + 0 s 622 |
| 3    | Lewis Hamilton   | McLaren-Mercedes | 1 min 49 s 000 | + 0 s 972 |
| 4    | Felipe Massa     | Ferrari          | 1 min 49 s 023 | + 0 s 995 |
| 5    | Nico Rosberg     | Mercedes         | 1 min 49 s 056 | + 1 s 028 |
| 6    | Mark Webber      | Red Bull-Renault | 1 min 49 s 212 | + 1 s 184 |

## Grille de départ

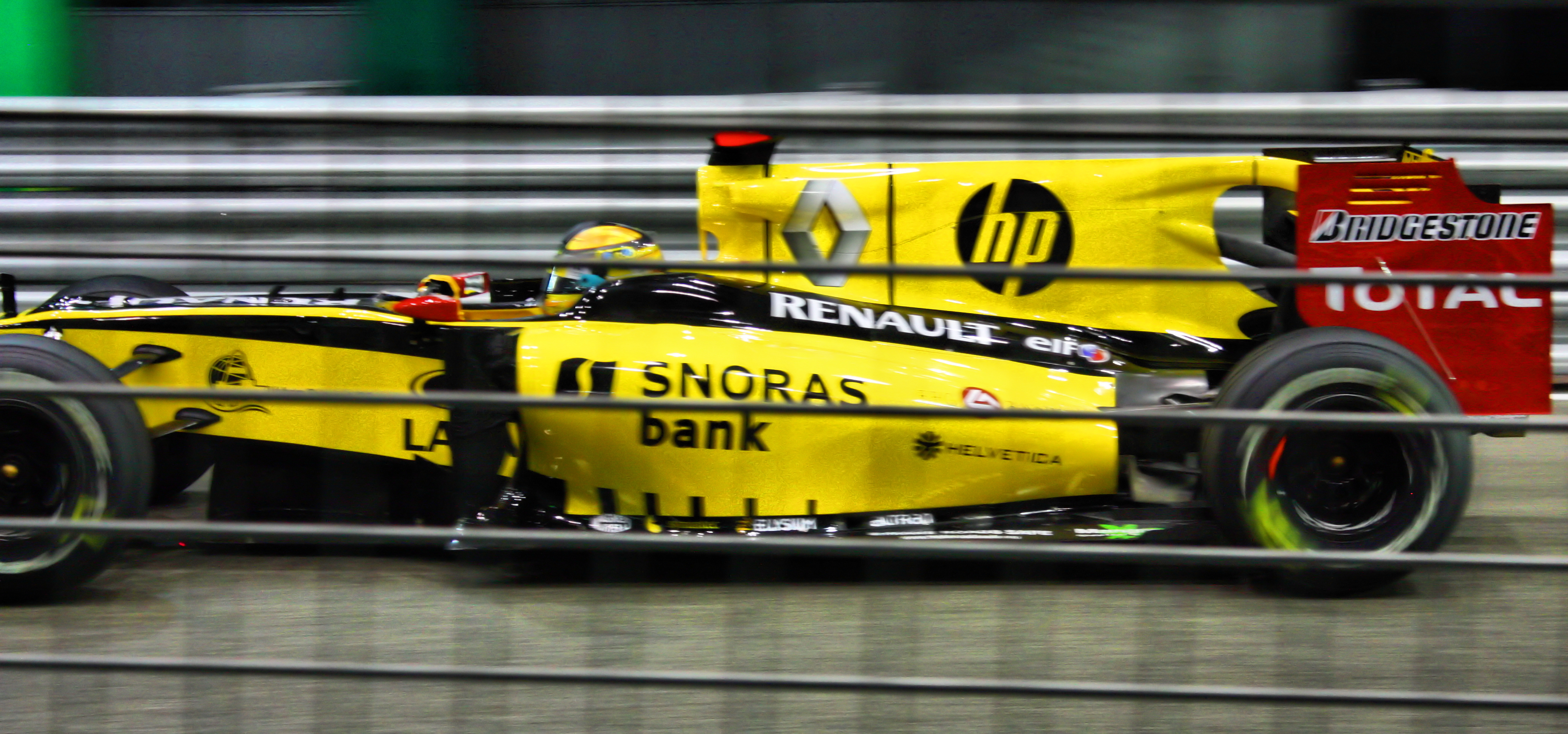
Robert Kubica à Singapour en 2010

| Pos. | Pilote             | Écurie               | Qualifications 1 | Qualifications 2 | Qualifications 3 |
| ---- | ------------------ | -------------------- | ---------------- | ---------------- | ---------------- |
| 1    | Fernando Alonso    | Ferrari              | 1 min 46 s 541   | 1 min 45 s 809   | 1 min 45 s 390   |
| 2    | Sebastian Vettel   | Red Bull-Renault     | 1 min 46 s 960   | 1 min 45 s 561   | 1 min 45 s 457   |
| 3    | Lewis Hamilton     | McLaren-Mercedes     | 1 min 48 s 296   | 1 min 46 s 042   | 1 min 45 s 571   |
| 4    | Jenson Button      | McLaren-Mercedes     | 1 min 48 s 032   | 1 min 46 s 490   | 1 min 45 s 944   |
| 5    | Mark Webber        | Red Bull-Renault     | 1 min 47 s 088   | 1 min 45 s 908   | 1 min 45 s 977   |
| 6    | Rubens Barrichello | Williams-Cosworth    | 1 min 48 s 183   | 1 min 47 s 019   | 1 min 46 s 236   |
| 7    | Nico Rosberg       | Mercedes             | 1 min 48 s 554   | 1 min 46 s 783   | 1 min 46 s 443   |
| 8    | Robert Kubica      | Renault              | 1 min 47 s 657   | 1 min 46 s 949   | 1 min 46 s 593   |
| 9    | Michael Schumacher | Mercedes             | 1 min 48 s 425   | 1 min 47 s 160   | 1 min 46 s 702   |
| 10   | Kamui Kobayashi    | BMW Sauber-Ferrari   | 1 min 48 s 908   | 1 min 47 s 559   | 1 min 47 s 884   |
| 11   | Jaime Alguersuari  | Toro Rosso-Ferrari   | 1 min 48 s 127   | 1 min 47 s 666   |                  |
| 12   | Vitaly Petrov      | Renault              | 1 min 48 s 906   | 1 min 48 s 165   |                  |
| 13   | Sébastien Buemi    | Toro Rosso-Ferrari   | 1 min 49 s 063   | 1 min 48 s 502   |                  |
| 14   | Nick Heidfeld      | BMW Sauber-Ferrari   | 1 min 48 s 696   | 1 min 48 s 557   |                  |
| 15   | Adrian Sutil       | Force India-Mercedes | 1 min 48 s 496   | 1 min 48 s 899   |                  |
| 16   | Vitantonio Liuzzi  | Force India-Mercedes | 1 min 48 s 988   | 1 min 48 s 961   |                  |
| 17   | Nico Hülkenberg    | Williams-Cosworth    | 1 min 47 s 984   | 1 min 47 s 674   |                  |
| 18   | Timo Glock         | Virgin-Cosworth      | 1 min 50 s 271   |                  |                  |
| 19   | Heikki Kovalainen  | Lotus-Cosworth       | 1 min 50 s 915   |                  |                  |
| 20   | Lucas di Grassi    | Virgin-Cosworth      | 1 min 51 s 107   |                  |                  |
| 21   | Jarno Trulli       | Lotus-Cosworth       | 1 min 51 s 641   |                  |                  |
| 22   | Christian Klien    | HRT-Cosworth         | 1 min 52 s 964   |                  |                  |
| 23   | Bruno Senna        | HRT-Cosworth         | 1 min 54 s 174   |                  |                  |
| 24   | Felipe Massa       | Ferrari              | Pas de temps     |                  |                  |

- Notes :
  - Nico Hülkenberg, auteur du 12e temps des qualifications a été rétrogradé de 5 places pour changement de boîte de vitesses et s'élancera de la 17e position.
  - Felipe Massa n'a pas réalisé de temps à la suite d'un problème mécanique.

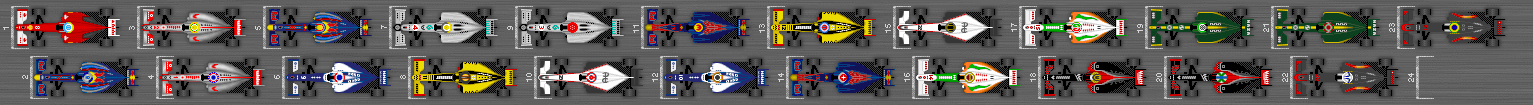
La grille de qualification du Grand Prix.

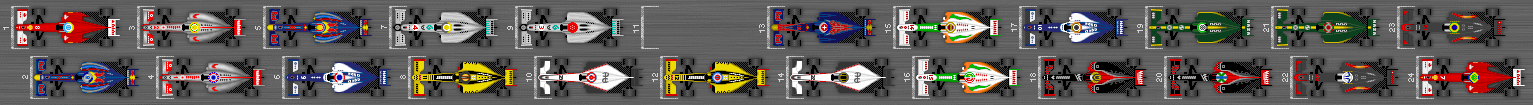
La grille de départ du Grand Prix.

## Course

### Déroulement de l'épreuve
À l’heure du départ, en pleine nuit, la température de l’air est de 30 °C et celle de la piste de 31 °C. Jaime Alguersuari prenant le départ depuis la pitlane, 23 pilotes se présentent sur la grille, tous en pneus slicks car les menaces d’orage se sont dissipées. À l’extinction des feux, Fernando Alonso, en pole position, s’engouffre dans le premier virage en première position après avoir résisté à Sebastian Vettel. Au premier passage, Alonso devance Vettel, Lewis Hamilton, Jenson Button, Mark Webber, Nico Rosberg, Robert Kubica et Rubens Barrichello.
Nick Heidfeld, qui fait son retour à la compétition, passe par son stand dès la fin du premier tour après avoir abîmé sa voiture. Massa, qui est parti de la dernière place sur la grille, rentre changer ses pneus tendres contre des durs pour ne plus avoir à s’arrêter d’ici la fin de la course. Vitantonio Liuzzi est quant à lui à l’arrêt sur le circuit et provoque l’intervention de la voiture de sécurité dès le second tour. Profitant de la neutralisation de l’épreuve, Webber, Vitaly Petrov, Sébastien Buemi, Nico Hülkenberg, Adrian Sutil, Heikki Kovalainen, Jarno Trulli, Alguersuari, Christian Klien (qui remplace Yamamoto), Lucas di Grassi et Bruno Senna rentrent au troisième tour changer de gommes. Derrière la voiture de sécurité, Alonso devance désormais Vettel, Hamilton, Button, Rosberg, Kubica, Barrichello, Schumacher, Kobayashi, Glock, Webber, Petrov, Hülkenberg, Sutil, Massa, Buemi, Kovalainen, Trulli, Alguersuari, di Grassi, Klien, Senna et Heidfeld.
Webber prend rapidement le meilleur sur Timo Glock et Kamui Kobayashi. Au septième passage, il occupe la neuvième place alors qu’Alonso devance Vettel d’une seconde, Hamilton de 3 s, Button de 5 s, Rosberg de 6 s et Kubica de 7 s. Webber poursuit sa remontée et dépasse Michael Schumacher : tous les pilotes qui le précèdent doivent désormais changer de pneus, ce qui n’est plus son cas. Alonso creuse l’écart en tête de course et, au dix-huitième tour, a 3 secondes d’avance sur Vettel, 12 s sur Hamilton et 18 s sur Button. À partir du vingt-cinquième tour, les McLaren sont sujettes à des problèmes d’adhérence et perdent trois secondes sur les leaders. Hamilton change de pneumatiques au vingt-huitième tour, Alonso, Vettel et Button au tour suivant, Rosberg et Schumacher s’arrêtant au trentième tour. Webber réussit son pari puisqu'il devance désormais Hamilton et Button tandis que Schumacher accroche Kobayashi et reprend la piste derrière Webber.
Au trente et unième tour, Kobayashi, qui vient de dépasser Schumacher, essaie de creuser un écart et, ses pneus étant usés, tape le mur, imité par Senna qui ne peut l’éviter : la voiture de sécurité intervient pour la deuxième fois. Kubica, Barrichello, Buemi et Klien se précipitent alors dans leur stand changer de pneus. Le classement derrière la voiture de sécurité est Alonso devant Vettel, Webber, Kubica, Hamilton, Button, Rosberg, Kubica, Barrichello, Sutil, Hulkenberg, Massa, Petrov, Alguersuari, Heidfeld, Schumacher, Buemi, Kovalainen, di Grassi et Glock. La course est relancée au trente-cinquième tour et quelques instants plus tard, Hamilton profite du dépassement d’un attardé par Webber pour attaquer l’Australien. Les monoplaces se touchent et Hamilton abandonne. Après enquête, les commissaires décident de ne sanctionner personne. Quelques instants plus tard, Schumacher rejoint son stand avec un aileron avant abîmé à la suite d'un accrochage avec la Sauber de Nick Heidfeld.
Au trente-neuvième tour, Alonso est toujours en tête devant Vettel à 2 secondes, Webber à 9 s, Button à 11 s, Rosberg à 13 s, Kubica à 14 s, Barrichello à 17 s, Sutil à 21 s, Hülkenberg à 22 s et Massa à 23 s. Kubica s’arrête au stand changer ses pneus après une crevaison à l’arrière-gauche et chute de la 6e à la 11e place. Dix tours plus tard, Alonso précède Vettel d’une seconde et Webber de 17 s puis suivent Button, Rosberg, Barrichello, Sutil, Hulkenberg, Massa, Petrov, Buemi, Kubica, Alguersuari, Kovalainen, Schumacher, Glock et di Grassi. Dans les derniers tours, aidé par ses pneus neufs, Kubica prend le meilleur sur Buemi, Petrov, Massa, Hülkenberg et Sutil qui recevra une pénalité de 20 secondes après l'arrivée, jugé coupable d’avoir tiré profit d’une erreur de pilotage dans le premier tour et d'avoir gagné des places en coupant la piste au virage n°7. L’équipe Force India dépose alors une réclamation contre Nico Hülkenberg qu’elle accuse d’avoir fait la même chose que Sutil. Les commissaires infligent 20 secondes de pénalité à Hülkenberg qui passe à son tour de la huitième à la dixième place.
Fernando Alonso décroche le premier chelem de sa carrière, Vettel termine deuxième devant Webber, Button, Rosberg, Barrichello, Kubica, Massa et Sutil et Hülkenberg.

### Classement de la course
| Pos. | no | Pilote             | Écurie               | Tours | Temps/Abandon                            | Grille | Points |
| ---- | -- | ------------------ | -------------------- | ----- | ---------------------------------------- | ------ | ------ |
| 1    | 8  | Fernando Alonso    | Ferrari              | 61    | 1 h 57 min 53 s 579 (157,422 km/h)       | 1      | 25     |
| 2    | 5  | Sebastian Vettel   | Red Bull-Renault     | 61    | + 0 s 293                                | 2      | 18     |
| 3    | 6  | Mark Webber        | Red Bull-Renault     | 61    | + 29 s 141                               | 5      | 15     |
| 4    | 1  | Jenson Button      | McLaren-Mercedes     | 61    | + 30 s 384                               | 4      | 12     |
| 5    | 4  | Nico Rosberg       | Mercedes             | 61    | + 49 s 394                               | 7      | 10     |
| 6    | 9  | Rubens Barrichello | Williams-Cosworth    | 61    | + 56 s 101                               | 6      | 8      |
| 7    | 11 | Robert Kubica      | Renault              | 61    | + 1 min 26 s 559                         | 8      | 6      |
| 8    | 7  | Felipe Massa       | Ferrari              | 61    | + 1 min 53 s 297                         | 24     | 4      |
| 9    | 14 | Adrian Sutil       | Force India-Mercedes | 61    | + 2 min 12 s 416 (dont 20 s de pénalité) | 15     | 2      |
| 10   | 10 | Nico Hülkenberg    | Williams-Cosworth    | 61    | + 2 min 12 s 791 (dont 20 s de pénalité) | 17     | 1      |
| 11   | 12 | Vitaly Petrov      | Renault              | 60    | + 1 tour                                 | 12     |        |
| 12   | 17 | Jaime Alguersuari  | Toro Rosso-Ferrari   | 60    | + 1 tour                                 | 11     |        |
| 13   | 3  | Michael Schumacher | Mercedes             | 60    | + 1 tour                                 | 9      |        |
| 14   | 16 | Sebastien Buemi    | Toro Rosso-Ferrari   | 60    | + 1 tour                                 | 13     |        |
| 15   | 25 | Lucas di Grassi    | Virgin-Cosworth      | 59    | + 2 tours                                | 20     |        |
| 16   | 19 | Heikki Kovalainen  | Lotus-Cosworth       | 58    | + 3 tours (incendie)                     | 19     |        |
| Abd. | 24 | Timo Glock         | Virgin-Cosworth      | 49    | Hydraulique                              | 18     |        |
| Abd. | 22 | Nick Heidfeld      | BMW Sauber-Ferrari   | 36    | Collision                                | 14     |        |
| Abd. | 2  | Lewis Hamilton     | McLaren-Mercedes     | 35    | Collision                                | 3      |        |
| Abd. | 20 | Christian Klien    | HRT-Cosworth         | 31    | Hydraulique                              | 22     |        |
| Abd. | 23 | Kamui Kobayashi    | BMW Sauber-Ferrari   | 30    | Accident                                 | 10     |        |
| Abd. | 21 | Bruno Senna        | HRT-Cosworth         | 29    | Accident                                 | 23     |        |
| Abd. | 18 | Jarno Trulli       | Lotus-Cosworth       | 27    | Hydraulique                              | 21     |        |
| Abd. | 15 | Vitantonio Liuzzi  | Force India-Mercedes | 1     | Accident                                 | 16     |        |

### Pole position et record du tour
- Pole position :  Fernando Alonso (Ferrari) en 1 min 45 s 390 (173,288 km/h).
- Meilleur tour en course :  Fernando Alonso (Ferrari) en 1 min 47 s 976		 (169,138 km/h) au cinquante-huitième tour.

### Tours en tête
- Fernando Alonso (Ferrari) : 61 tours (1-61)

## Classements généraux à l'issue de la course
| Pos. | Pilote             | Écurie               | Points |
| ---- | ------------------ | -------------------- | ------ |
| 1    | Mark Webber        | Red Bull-Renault     | 202    |
| 2    | Fernando Alonso    | Ferrari              | 191    |
| 3    | Lewis Hamilton     | McLaren-Mercedes     | 182    |
| 4    | Sebastian Vettel   | Red Bull-Renault     | 181    |
| 5    | Jenson Button      | McLaren-Mercedes     | 177    |
| 6    | Felipe Massa       | Ferrari              | 128    |
| 7    | Nico Rosberg       | Mercedes             | 122    |
| 8    | Robert Kubica      | Renault              | 114    |
| 9    | Adrian Sutil       | Force India-Mercedes | 47     |
| 10   | Michael Schumacher | Mercedes             | 46     |
| 11   | Rubens Barrichello | Williams-Cosworth    | 39     |
| 12   | Kamui Kobayashi    | BMW Sauber-Ferrari   | 21     |
| 13   | Vitaly Petrov      | Renault              | 19     |
| 14   | Nico Hülkenberg    | Williams-Cosworth    | 17     |
| 15   | Vitantonio Liuzzi  | Force India-Mercedes | 13     |
| 16   | Sébastien Buemi    | Toro Rosso-Ferrari   | 7      |
| 17   | Pedro de la Rosa   | BMW Sauber-Ferrari   | 6      |
| 18   | Jaime Alguersuari  | Toro Rosso-Ferrari   | 3      |

| Pos. | Écurie               | Points |
| ---- | -------------------- | ------ |
| 1    | Red Bull-Renault     | 383    |
| 2    | McLaren-Mercedes     | 359    |
| 3    | Ferrari              | 319    |
| 4    | Mercedes             | 168    |
| 5    | Renault              | 133    |
| 6    | Force India-Mercedes | 60     |
| 7    | Williams-Cosworth    | 56     |
| 8    | BMW Sauber-Ferrari   | 27     |
| 9    | Toro Rosso-Ferrari   | 10     |

## Statistiques
- 20e pole position de sa carrière pour Fernando Alonso.
- 25e victoire de sa carrière pour Fernando Alonso.
- 5e hat-trick de sa carrière pour Fernando Alonso.
- 1er chelem de sa carrière pour Fernando Alonso.
- 214e victoire pour Ferrari en tant que constructeur.
- 215e victoire pour Ferrari en tant que motoriste.
- 300e départ en Grand Prix pour Rubens Barrichello.
- Jenson Button, en se classant quatrième, passe la barre des 500 points inscrits en championnat du monde (504 points).
- Sebastian Vettel, en se classant deuxième, passe la barre des 300 points inscrits en championnat du monde (306 points).
- Retour de Nick Heidfeld qui prend son 168e départ en Formule 1. Il remplace jusqu'à la fin de la saison Pedro de la Rosa, limogé, chez BMW Sauber et n'avait plus disputé de Grand Prix depuis celui d'Abou Dabi en 2009.
- Retour de Christian Klien qui prend son 47e départ en Formule 1. Il remplace Sakon Yamamoto, victime d'une intoxication alimentaire, chez HRT et n'avait plus disputé de Grand Prix depuis celui d'Italie en 2006.
- Danny Sullivan (15 départs en Grands Prix de championnat du monde de Formule 1 et 1 départ hors-championnat, 2 points inscrits en 1983 chez Tyrrell Racing) a été nommé conseiller par la FIA pour aider dans leurs jugements le groupe des commissaires de course lors de ce Grand Prix. Il a déjà tenu ce rôle lors du Grand Prix d'Allemagne 2010.
- BMW Sauber a été pénalisé de 20 000 dollars pour avoir envoyé en piste de manière dangereuse Nick Heidfeld juste devant Michael Schumacher.
- Christian Klien, dont le limiteur de vitesses ne fonctionnait pas correctement, a écopé de 6 600 puis 5 800 euros d'amende pour deux excès de vitesse dans la pitlane lors des qualifications.
- Bruno Senna a écopé de 7 600 euros d'amende pour excès de vitesse dans la pitlane lors des qualifications.
- Timo Glock a écopé de 3 400 euros d'amende pour excès de vitesse dans la pitlane lors des qualifications.